# Weser Tower
Weser Tower – wieżowiec w Bremie, w Niemczech, zaprojektowany przez amerykańskiego architekta niemieckiego pochodzenia Helmuta Jahna. Budynek ma 82 metry wysokości, będąc najwyższym budynkiem w Bremie. Budowa została ukończona w 2010 roku.
Posiada 22 piętra i powierzchnię użytkową 18000 m², która może pomieścić do 800 miejsc pracy. W sąsiednich budynkach mieści się min. hotel, teatr variete GOP (filia Georgspalast z Hanoweru), restauracje i inne pomieszczenia biurowe. Głównym najemcą były początkowo spółki zależne koncernu energetycznego i telekomunikacyjnego EWE AG, które swego czasu zajmowały 13 (z 21 użytecznych - piętro 22 zajmują instalacje techniczne) kondygnacji budynku.